# Massicites
Massicites, (en llatí Massicytes) o Massicitos (en grec antic Μασσίκυτος) era una serralada que travessava l'oest de Lídia i anava de nord a sud des de Nisa (prop de les muntanyes del Taure) i que discorria en paral·lel al riu Xantos, encara que al sud girava una mica cap a l'est, segons diuen Claudi Ptolemeu, Plini el Vell i Quint d'Esmirna.